# Neves
För andra betydelser, se Neves (olika betydelser).
Neves är en ort i distriktet Lembá i São Tomé och Príncipe. Den hade 6 635 invånare år 2001.